# Tully Lough SAC
Tully Lough SAC este o arie protejată (arie specială de conservare — SAC, sit de importanță comunitară — SCI) din Irlanda întinsă pe o suprafață de 142,22 ha, integral pe uscat.

## Localizare
Centrul sitului Tully Lough SAC este situat la coordonatele 53°35′27″N 9°59′01″W / 53.590908°N 9.983682°V.

## Înființare
Situl Tully Lough SAC a fost declarat sit de importanță comunitară în octombrie 1999 pentru a proteja 1 specie de plante. Situl a fost protejat și ca arie specială de conservare în mai 2016.

## Biodiversitate
Situată în ecoregiunea atlantică, aria protejată conține 2 habitate naturale: Ape oligotrofe din câmpii nisipoase, cu un conținut foarte redus de minerale (Littorelletalia uniflorae), Ape stătătoare oligotrofe până la mezotrofe, cu vegetație de Littorelletea uniflorae și/sau de Isoëto-Nanojuncetea.
La baza desemnării sitului se află o specie protejată de  plante: Najas flexilis.
Pe lângă speciile protejate, pe teritoriul sitului au mai fost identificate 1 specie de mamifere.